# Harit Pradesh

Proposta de partició de Uttar Pradesh

Harit Pradesh (Hindi: हरित प्रदेश, Urdu: ہرِت پردیش), Braj Pradesh (ब्रज प्रदेश) o Pashchim Pradesh (पश्चिम प्रदेश) són les propostes de nom per un nou estat de l'Índia que abraçaria la part occidental de l'estat d'Uttar Pradesh. El nom històric de la regió és Braj però que inclou algunes parts de Rajasthan.
La primera proposta de separació es va fer el 1955. Modernament un dels principals impulsors de la idea d'un nou estat és Ajit Singh, cap del partit Rashtriya Lok Dal, que és un jat.